# 紀元前264年
紀元前264年（きげんぜん264ねん）は、ローマ暦の年である。

## 他の紀年法
- 干支 : 丁酉
- 日本
  - 皇紀397年
  - 孝霊天皇27年
- 中国
  - 周 - 赧王51年
  - 秦 - 昭襄王43年
  - 楚 - 頃襄王35年
  - 斉 - 斉王建元年
  - 燕 - 武成王8年
  - 趙 - 孝成王2年
  - 魏 - 安釐王13年
  - 韓 - 桓恵王9年
- 朝鮮 :
- ベトナム :
- 仏滅紀元 : 283年
- ユダヤ暦 :

## できごと

### 共和政ローマ
- 前年にシチリア島北東端にあるギリシア都市国家メッシーナで政変が勃発し、傭兵集団であるマメルティニが政権を簒奪したことに対し、南隣のシラクサ僭主ヒエロン2世が異を唱えメッシーナに侵攻。メッシーナは共和政ローマに支援を求め、ローマはこれに答え援軍を派遣してシラクサ及び同市と同盟を結んだカルタゴの軍を破った。この戦い自体はローマの勝利に終わったものの、カルタゴは戦争継続を決め、この戦争は第一次ポエニ戦争として以後23年間続くこととなった[1]。

### 中国
- 秦の白起が韓を攻撃し、9城を落とした。
- 田単が斉の宰相となった。